# 张家屯辽墓
张家屯辽墓，位于中国河北省张家口市张家屯村，为张家口市怀安县的一个省级文物保护单位，类型为古墓葬，公布时间为1993年7月15日。
张家屯辽墓的历史年代为辽代。